# Admirativ
Der Admirativ ist ein Modus des Verbs, der unabhängig von Evidentialität die Überraschung des Sprechers oder dessen Ungläubigkeit ausdrückt.
Scott DeLancey beschrieb den Admirativ erstmals als eine sprachenübergreifende grammatische Kategorie. Er ermittelte, dass Türkisch, Slavey, Sunwar, Tibetisch und Koreanisch dieser Kategorie angehören. In der Nachfolge von DeLancey haben weitere Forscher den Admirativ in anderen Sprachen gefunden, besonders in Tibetobirmanischen Sprachen.
Allerdings wird die Gültigkeit der Kategorie auch von den Experten Gilbert Lazard und Nathan W. Hill angezweifelt: Lazard ist der Meinung, dass die Kategorie nicht von Evidentialität unterschieden werden kann; und Hill hält die von Scott DeLancey und Alexandra Aikhenvald gefundenen Beweise für entweder falsch oder zumindest nicht aussagekräftig. In neuerer Forschung hält DeLancey die Sprachen Slavey, Kham, Magar für klare Fälle von enthaltenem Admirativ, geht aber davon aus, dass seine Analyse des Tibetanischen nicht korrekt sei. Türkisch, Sunwar oder Koreanisch nennt er nicht mehr. Hill dagegen bietet eine alternative Analyse des Slavey, wobei er DeLanceys Beweise für Admirativ als direkte Evidentialität ansieht. Das Navajo benützt den Admirativ in Kombination mit Evidentialität.
Albanisch besitzt den Admirativ als definierte Verbform. Damit wird Überraschung auf Seiten des Sprechers ausgedrückt, es können aber auch andere Funktionen wie das Ausdrücken von Ironie, Zweifel oder Beschriebenheit übernommen werden. Im Englischen wird dies meist mit apparently übersetzt, im Deutschen mit einer Hilfskonstruktion wie Modalpartikeln, dem Konjunktiv oder durch die epistemische Variante des Verbs.